# Ana Jelušić
Ana Jelušić [ˈana ˈjɛluʃitɕ] (* 28. Dezember 1986 in Rijeka) ist eine ehemalige kroatische Skirennläuferin. Sie zählte während mehrerer Jahre zu den besten Slalomläuferinnen im Weltcup. Daneben startete sie auch im Riesenslalom, war in dieser Disziplin aber weniger erfolgreich. Neben zwei Medaillen bei Juniorenweltmeisterschaften erreichte Jelušić zwei Podestplätze im Weltcup und drei Top-10-Platzierungen bei Weltmeisterschaften. 

## Biografie
Erste internationale Erfolge feierte Jelušić 2001 mit Siegen in den Slaloms des Trofeo Topolino und des Whistler Cups. Nach einigen Starts bei FIS-Rennen ab Dezember desselben Jahres startete die damals 15-Jährige im Februar 2002 als jüngste Teilnehmerin bei den Olympischen Winterspielen in Salt Lake City. Sie wurde 23. im Slalom und 37. im Riesenslalom. Ab dem nächsten Winter startete Jelušić auch im Weltcup. Bei ihrem Debüt am 26. Oktober 2002 im Riesenslalom auf dem Rettenbachferner in Sölden gewann sie mit Platz 23 auf Anhieb Weltcuppunkte. Bei den Weltmeisterschaften 2003 in St. Moritz wurde Jelušić 24. im Slalom und 28. im Riesenslalom. Drei Wochen später gewann sie bei den Juniorenweltmeisterschaften die Silbermedaille im Slalom.
Nachdem Jelušić im Winter 2003/04 erste Top-20-Ergebnisse im Weltcup erreicht hatte, überraschte sie zu Beginn der Saison 2004/05 mit dem fünften Platz im Slalom von Aspen. Ein weiteres Top-10-Ergebnis gelang ihr im Januar 2005 mit Platz neun im Slalom von Zagreb. Ebenfalls den neunten Platz erreichte sie im Slalom der Weltmeisterschaften 2005 in Santa Caterina. Bei den Juniorenweltmeisterschaften 2005 in Bardonecchia gewann sie die Bronzemedaille in dieser Disziplin. Den 15. Slalomrang erzielte Jelušić bei den Olympischen Winterspielen 2006 in Turin, im Riesenslalom schied sie im zweiten Durchgang aus. Im Weltcup erreichte sie in der Saison 2005/06 wie im Vorjahr zwei Top-10-Resultate im Slalom. Neben zahlreichen Riesenslaloms, in denen sie jedoch nie an ihre Slalomresultate herankam und sich meistens nicht für den zweiten Durchgang der besten 30 qualifizierte, nahm sie im März 2006 in Kvitfjell zum einzigen Mal an einer Super-Kombination im Weltcup teil. Diese beendete sie auf dem 31. Platz.
Zu Jelušićs erfolgreichster Saison wurde der Winter 2006/07. Nachdem sie in den Slaloms von Levi und Semmering zweimal Vierte geworden war, erreichte sie am 4. Januar 2007 im Slalom von Zagreb mit dem zweiten Platz hinter Marlies Schild ihre erste Podestplatzierung und zugleich ihr bestes Weltcupergebnis. Mit weiteren zwei fünften Plätzen in Kranjska Gora und in der Sierra Nevada wurde sie Siebte im Slalomweltcup. Bei den Weltmeisterschaften 2007 in Åre verfehlte sie als Vierte des Slaloms trotz Bestzeit im zweiten Durchgang die Medaillenränge um 34 Hundertstelsekunden. Nur wenig schlechter waren Jelušićs Resultate in den nächsten drei Jahren. Am 25. November 2007 stand sie als Dritte des Slaloms von Panorama zum zweiten Mal auf dem Podest, weitere Top-10-Resultate folgten. Einen Platz unter den besten zehn im Slalomweltcup verfehlte sie in den Saisonen 2007/08 (11.), 2008/09 (12.) und 2009/10 (13.) nur knapp. Bei den Weltmeisterschaften 2009 in Val-d’Isère erreichte sie den siebenten und bei den Olympischen Winterspielen 2010 in Vancouver den zwölften Platz im Slalom.
In der Saison 2010/11 konnte Jelušić nicht mehr mit der absoluten Weltspitze mithalten. Sie fuhr zwar noch in drei Slaloms unter die schnellsten 20, darunter ein elfter Platz in Zagreb, fiel im Slalomweltcup jedoch auf Rang 25 zurück. Bei den Weltmeisterschaften 2011 in Garmisch-Partenkirchen wurde sie 17. im Slalom. Im April 2011 gab Jelušić bekannt, dass sie im Winter 2011/12 wegen anhaltender Asthma-Problemen an keinen Wettkämpfen teilnehmen wird. Nach einjähriger Rennpause erklärte sie im April 2012 ihren Rücktritt vom aktiven Skirennsport.

## Erfolge

### Olympische Winterspiele
- Salt Lake City 2002: 23. Slalom, 37. Riesenslalom
- Turin 2006: 15. Slalom
- Vancouver 2010: 12. Slalom

### Weltmeisterschaften
- St. Moritz 2003: 24. Slalom, 28. Riesenslalom
- Bormio 2005: 9. Slalom, 20. Riesenslalom
- Åre 2007: 4. Slalom, 34. Riesenslalom
- Val-d’Isère 2009: 7. Slalom
- Garmisch-Partenkirchen 2011: 17. Slalom

### Weltcup
- Saison 2006/07: 7. Slalomweltcup
- 2 Podestplätze und weitere 7 Platzierungen unter den besten fünf

### Juniorenweltmeisterschaften
- Tarvisio 2002: 32. Riesenslalom, 43. Slalom
- Briançonnais 2003: 2. Slalom, 7. Riesenslalom
- Maribor 2004: 5. Slalom, 38. Riesenslalom
- Bardonecchia 2005: 3. Slalom, 18. Riesenslalom

### Weitere Erfolge
- 1 Sieg im Europacup
- 6 Siege in FIS-Rennen